# Хелзинкски споразумения
Хелзинкски заключителен акт (на английски: Helsinki Final Act), Хелзинкски споразумения/съглашения (на английски: Helsinki Accords) и Хелзинкска декларация (на английски: Helsinki Declaration) е крайният резултат от Конференцията по сигурност и сътрудничество в Европа, проведена в Хелзинки на 1 август 1975 г. Документът е подписан от ръководителите на 35 държави (33 от Европа, САЩ и Канада) след повече от две години интензивни консултации. Той залага нови принципи на международното сътрудничество и урежда редица ключови споразумения между Източния блок и Запада във военно-политическата област, в сферата на икономиката, опазването на околната среда и човешките права и фиксира основните принципи за поведението на държавите спрямо техните граждани („Хелзинкският декалог“), а също и в отношенията помежду им. Впоследствие страните основават Организацията за сигурност и сътрудничество в Европа (СССЕ) (от 1995 ОССЕ), многостранен форум за диалог и преговори.

## Предистория
Първото предложение за съвещание за общоевропейска сигурност е на Вячеслав Молотов през 1954 г. То е отхвърлено, тъй като не включва участието на САЩ и западните страни го възприемат като опит за спъване на НАТО. СССР повдига отново идеята за подобряване на отношенията между Изтока и Запада през 1966 г., но официалното предложение става факт след среща на страните от Варшавския договор през март 1969 г. Тогава СССР се съгласява САЩ да участва и оттегля искането си за разпускане на НАТО. Според Хенри Кисинджър „СССР се надяваше да замени НАТО с паневропейска система за сигурност... В течение на процеса на подготовка на срещата постепенно се установи, че на практика западните демокрации притежават психологическо и материално превъзходство“:с. 312.
Срещата в Хелзинки е предшествана от дълги преговори. Съвещанието се конструира през юли 1973 г., следват предварителни разговори и през януари 1974 г. е изготвен конкретен документ.

## Участници
Лидерите на всички европейски страни (без Андора и Албания), Канада и САЩ се събират в двореца „Финландия“ на 1 август 1975 г. САЩ са представени от президента Джералд Форд, а СССР – от Леонид Брежнев. България е представена от Тодор Живков.
- Австрия
- Белгия
- България
- Канада
- Кипър
- Чехословакия
- Дания
- ГДР
- Финландия
- Франция
- Гърция
- Ватикан
- Унгария
- Исландия
- Ирландия
- Италия
- Лихтенщайн
- Люксембург
- Малта
- Монако
- Нидерландия
- Норвегия
- Полша
- Португалия
- Румъния
- Сан Марино
- СССР
- Испания
- Швеция
- Швейцария
- Турция
- Обединено кралство
- САЩ
- Западна Германия
- Югославия

## Заключителен акт
Подписаният документ се състои от пет части:
1. Въпроси, отнасящи се до сигурността на Европа: затвърждаване на политическите и териториални резултати от Втората световна война и изложение на принципите на взаимоотношения между държавите-участнички, включително нерушимост на границите, териториална цялостност на държавите, ненамеса във вътрешните работи на другите държави; съгласуване на мерки за укрепване на доверието във военната област (предварителни уведомления за военни учения и крупни придвижвания на войски, присъствие на наблюдатели на военни учения); мирно уреждане на спорове;
2. Сътрудничество в областта на икономиката, науката, техниката и околната среда;
3. Сътрудничество в хуманитарната и други области: съгласуване на задълженията по въпросите на правата на човека и основните свободи, включително свобода на придвижване, контакти, информация, култура и образование, право на труд, право на образование и медицинско обслужване.
4. Въпроси за сигурността и сътрудничеството в Средиземноморието;
5. Следващи стъпки след Съвещанието

### Трите кошници
В по-популярен аспект дипломатите говорят за „трите кошници“: Първата от тях е политическата, която СССР счита за най-важна, тъй като от 1954 г Кремъл се стреми към потвърждаване на следвоенните граници, разделили Европа. Втората кошница е икономическа и търговска: САЩ сключват договори за продажба на стоки и нови технологии. Договорено е и сключването на заеми от САЩ и ФРГ в полза на ГДР, Полша и Чехословакия, благодарение на които те могат да внасят западни стоки.
Третата кошница е хуманитарната. В нея са включени контактите между хората на основата на семейни връзки, събирането на семейства, браковете между граждани на различни държави, пътувания по лични или професионални причини, срещи на младежи, сътрудничество в информацията, културата и образованието. Първоначално съветските представители не я дооценяват, като смятат, че всяка страна е свободна да решава вътрешните си въпроси както желае. Впоследствие обаче тя изиграва голяма роля за настъпването на промени в социалистическите страни, като се превръща в знаме на дисидентите от Източна Европа в борбата за повече свободи.

### Принципи на сигурността и сътрудничеството
Страните приемат и декларация за принципите, от които страните ще се ръководят помежду си:
1. Суверенно равенство и зачитане на правата, присъщи на суверенитета;
2. Неупотреба на сила или заплаха със сила;
3. Неприкосновеност на границите;
4. Териториална цялост на държавите;
5. Мирно уреждане на споровете;
6. Ненамеса във вътрешните работи;
7. Зачитане на правата на човека и основните свободи, включително свободата на мисълта, съвестта, религията и убежденията;
8. Равноправие на народите и правата им да се разпореждат със собствената си съдба;
9. Сътрудничество между държавите;
10. Добросъвестно изпълнение на задълженията по международното право

## Оценки
Заключителният акт от Хелзинки е смятан за уникален документ в историята на международните отношения, тъй като става юридическа база за регламентация на сигурността и сътрудничеството в Европа
Ролята му за извършване на промени в социалистическите страни е огромна, тъй като управляващите върхушки започват да отслабват натиска си срещу дисидентите, отчасти защото репресиите спрямо тях незабавно стават известни в цял свят и общественото мнение ги осъжда. Същевременно дисидентите успяват постепенно да променят светогледа на някои социалистически лидери - в частност Михаил Горбачов директно признава тяхното влияние.